# Kanton Caulnes
Kanton Caulnes (fr. Canton de Caulnes) je francouzský kanton v departementu Côtes-d'Armor v regionu Bretaň. Tvoří ho osm obcí.

## Obce kantonu
- Caulnes
- Guenroc
- Guitté
- La Chapelle-Blanche
- Plumaudan
- Plumaugat
- Saint-Jouan-de-l'Isle
- Saint-Maden